# 夏承德
夏承德（?—?），廣寧人。明朝軍事人物。
崇禎年間官至松山副將。松錦大戰時被圍在锦州，城中粮食殆尽，夏承德暗中勾結清军，以子夏舒做人质约降。崇祯十五年（1642年）二月十八日夜，豪格率清军由南城登梯而入，攻克松山城。次日清晨，夏承德率部生擒洪承畴，邱民仰自殺，曹變蛟等戰歿。